# Дідерік Сімон
Дідерік Сімон (нід. Diederik Simon, 10 квітня 1970) — нідерландський академічний веслувальник.
Олімпійський чемпіон 1996 року в складі вісімки, срібний призер 2000 (парні четвірки), 2004 (вісімки) років, учасник 2008, 2012 років.